# Бойница (село)
Вижте пояснителната страница за други значения на Бойница.
Бо̀йница е село, разположено в Северозападна България. То е административен център на община Бойница, област Видин.

## География
Селото е разположено в Дунавската равнина на около 240 метра надморска височина. В близост се намира река Рабровска. Отстои на 35 km от Видин, 10 km от  Кула и около 250 km от столицата. Лятото е сухо и топло, зимата е студена.

## История
В края на XVIII и началото на XIX век в селото се установяват преселници от Тетевенско, като и до днес диалектът в една от махалите му е силно повлиян от централния балкански говор, контрастирайки с околните преходни и северозападни говори. В църквата „Света Троица“ в селото, датираща от 1871 година, рисуват дебърски майстори.
При избухването на Балканската война 2 души от Бойница са доброволци в Македоно-одринското опълчение.
Над 152 души родом от Бойница загиват на фронта във войните за национално обединение на България.
По време на колективизацията в селото е създадено Трудово кооперативно земеделско стопанство „Георги Димитров“ по името на комунистическия диктатор Георги Димитров. През лятото на 1950 година 151 души правят неуспешни опити да го напуснат. Родом от Бойница е Тодор Филипов, ръководителят на най-известната горянска група в Кулско. При масовото изселване на политически неблагонадеждни лица от Видинско на 3 август същата година покъщнината на изселените от селото е отнесена в клуба на Българската комунистическа партия, след което е разграбена. По това време и след Кулските събития през следващата година 44 семейства (163 души) от селото са принудително изселени от комунистическия режим. Тук става и най-масовото бягство от комунистическа България, предизвикало шок у местните представители на режима – в една нощ 122 души, цели семейства с добитъка, каруците и имуществото си, преминават в Югославия.

## Население
Численост на населението според преброяванията през годините:
| \| Година на преброяване \| Численост \| \| --------------------- \| --------- \| \| 1934 \| 3573 \| \| 1946 \| 3565 \| \| 1956 \| 3006 \| \| 1965 \| 2212 \| \| 1975 \| 1778 \| \| 1985 \| 1364 \| \| 1992 \| 1171 \| \| 2001 \| 788 \| \| 2011 \| 456 \| \| 2021 \| 308 \| |           |
| Година на преброяване | Численост |
| 1934 | 3573      |
| 1946 | 3565      |
| 1956 | 3006      |
| 1965 | 2212      |
| 1975 | 1778      |
| 1985 | 1364      |
| 1992 | 1171      |
| 2001 | 788       |
| 2011 | 456       |
| 2021 | 308       |

### Етнически състав
Преброяване на населението през 2011 г.
Численост и дял на етническите групи според преброяването на населението през 2011 г.:
|                     | Численост | Дял (в %) |
| Общо                | 456       | 100,00    |
| Българи             | 430       | 94,29     |
| Турци               |           |           |
| Цигани              |           |           |
| Други               |           |           |
| Не се самоопределят | 3         | 0,65      |
| Неотговорили        | 23        | 5,04      |

## Личности
Родени в Бойница:
- Йона Маркова
- Пуйо войвода
- Ганчо Ценов (1875 – 1952), историк